# Le Jeu du faucon
Pour plus de détails, voir Fiche technique et Distribution.
Le Jeu du faucon (The Falcon and the Snowman) est un film d'espionnage américain de John Schlesinger sorti en 1985.

## Synopsis
Chris Boyce et Daulton Lee ont 23 ans en 1974, dans une Amérique que le scandale du Watergate traumatise. Amis d'enfance, ils ont choisi des voies totalement opposées : Lee est devenu un petit dealer, tandis que Chris, après avoir renoncé à la prêtrise, se consacre au dressage de son faucon. Grâce à son père, il est embauché dans une importante compagnie d'électronique, la TRW. 
Rapidement promu, il occupe un poste de confiance, recevant les messages codés d'un satellite espion pour le compte de la CIA. C'est ainsi qu'il prend connaissance des agissements peu glorieux de son pays. Citoyen modèle, il ne comprend pas que la CIA se permette de manipuler impunément tous les gouvernements du monde, y compris ceux de ses alliés (soutien au putschiste Augusto Pinochet au Chili, déstabilisation du gouvernement travailliste en Australie, ...).

## Fiche technique
- Titre : Le Jeu du faucon
- Titre original : The Falcon and The Snowman
- Réalisation : John Schlesinger
- Scénario : Steven Zaillian
- Production :
- Société de production :
- Budget :
- Musique : Pat Metheny (Pat Metheny Group). La chanson This Is Not America (Bowie / Metheny / Mays) est interprétée par David Bowie
- Photographie : Allen Daviau
- Montage :
- Décors :
- Pays d'origine : États-Unis
- Format : Couleurs
- Genre : Espionnage
- Durée : 130 minutes
- Dates de sortie : 25 janvier 1985 [US], 10 avril [FR]

## Distribution
- Timothy Hutton (VF : Bernard Jourdain) : Christopher John Boyce (en)
- Sean Penn (VF : Jean-Pierre Leroux) : Andrew Daulton Lee (en)
- David Suchet (VF : Igor de Savitch) : Alex
- Lori Singer (VF : Emmanuèle Bondeville) : Lana
- Joyce Van Patten (VF : Maryse Méryl) : Madame Boyce
- Pat Hingle (VF : Antoine Marin) : Monsieur Boyce
- Richard A. Dysart (VF : Yves Barsacq) : le docteur Lee
- Priscilla Pointer (VF : Claire Guibert) : Madame Lee
- Chris Makepeace : David Lee
- Dorian Harewood (VF : Greg Germain) : Gene
- Jerry Hardin : Tony Owens
- Macon McCalman (VF : Jean Lagache) : Larry Rogers
- Nicholas Pryor (VF : Jean Lescot) : Eddie